# Homalocoris guttatus
Homalocoris guttatus är en insektsart som först beskrevs av Walker 1873.  Homalocoris guttatus ingår i släktet Homalocoris och familjen rovskinnbaggar. Inga underarter finns listade i Catalogue of Life.